# Cirières
Cirières és un municipi francès situat al departament de Deux-Sèvres i a la regió de la Nova Aquitània. L'any 2007 tenia 964 habitants.

## Demografia

### Població
El 2007 la població de fet de Cirières era de 964 persones. Hi havia 360 famílies de les quals 72 eren unipersonals (60 homes vivint sols i 12 dones vivint soles), 108 parelles sense fills, 156 parelles amb fills i 24 famílies monoparentals amb fills.
La població ha evolucionat segons el següent gràfic:
Habitants censats

### Habitatges
El 2007 hi havia 390 habitatges, 366 eren l'habitatge principal de la família, 9 eren segones residències i 15 estaven desocupats. 383 eren cases i 6 eren apartaments. Dels 366 habitatges principals, 310 estaven ocupats pels seus propietaris, 53 estaven llogats i ocupats pels llogaters i 3 estaven cedits a títol gratuït; 1 tenia una cambra, 9 en tenien dues, 40 en tenien tres, 90 en tenien quatre i 226 en tenien cinc o més. 299 habitatges disposaven pel capbaix d'una plaça de pàrquing. A 149 habitatges hi havia un automòbil i a 198 n'hi havia dos o més.

### Piràmide de població
La piràmide de població per edats i sexe el 2009 era:
| Homes | Edats   | Dones |
| ----- | ------- | ----- |
| 0     | 95 o +  | 4     |
| 4     | 90 a 94 | 0     |
| 4     | 85 a 89 | 4     |
| 4     | 80 a 84 | 0     |
| 20    | 75 a 79 | 28    |
| 28    | 70 a 74 | 16    |
| 12    | 65 a 69 | 16    |
| 28    | 60 a 64 | 16    |
| 8     | 55 a 59 | 20    |
| 36    | 50 a 54 | 32    |
| 36    | 45 a 49 | 40    |
| 36    | 40 a 44 | 24    |
| 36    | 35 a 39 | 32    |
| 36    | 30 a 34 | 32    |
| 16    | 25 a 29 | 28    |
| 36    | 20 a 24 | 24    |
| 44    | 15 a 19 | 68    |
| 48    | 10 a 14 | 28    |
| 8     | 5 a 9   | 20    |
| 16    | 0 a 4   | 24    |

## Economia
El 2007 la població en edat de treballar era de 605 persones, 469 eren actives i 136 eren inactives. De les 469 persones actives 445 estaven ocupades (247 homes i 198 dones) i 24 estaven aturades (9 homes i 15 dones). De les 136 persones inactives 56 estaven jubilades, 37 estaven estudiant i 43 estaven classificades com a «altres inactius».

### Ingressos
El 2009 a Cirières hi havia 362 unitats fiscals que integraven 973,5 persones, la mediana anual d'ingressos fiscals per persona era de 16.013 €.

### Activitats econòmiques
Dels 31 establiments que hi havia el 2007, 2 eren d'empreses alimentàries, 2 d'empreses de fabricació d'altres productes industrials, 7 d'empreses de construcció, 5 d'empreses de comerç i reparació d'automòbils, 1 d'una empresa de transport, 3 d'empreses d'hostatgeria i restauració, 2 d'empreses immobiliàries, 5 d'empreses de serveis i 4 d'empreses classificades com a «altres activitats de serveis».
Dels 9 establiments de servei als particulars que hi havia el 2009, 1 era un taller de reparació d'automòbils i de material agrícola, 1 paleta, 1 guixaire pintor, 1 fusteria, 3 lampisteries, 1 perruqueria i 1 restaurant.
Dels 3 establiments comercials que hi havia el 2009, 1 era una fleca, 1 una carnisseria i 1 una botiga de roba.
L'any 2000 a Cirières hi havia 40 explotacions agrícoles que ocupaven un total de 1.134 hectàrees.

## Equipaments sanitaris i escolars
El 2009 hi havia 2 escoles elementals.

## Poblacions més properes
El següent diagrama mostra les poblacions més properes.